# Вжесьня
Вжешьня (пол. Września, нім. Wreschen) — місто в центрально-західній Польщі, на річці Вжесниця, 50 км на схід від Познані.

## Демографія
Демографічна структура станом на 31 березня 2011 року:
|          | Загалом | Допрацездатний вік | Працездатний вік | Постпрацездатний вік |
| -------- | ------- | ------------------ | ---------------- | -------------------- |
| Чоловіки | 14117   | 2819               | 9906             | 1392                 |
| Жінки    | 15409   | 2668               | 9269             | 3472                 |
| Разом    | 29526   | 5487               | 19175            | 4864                 |

У місті 18 вересня 1855 року народився архітектор Станіслав Борецький (Stanisław Boreckie) представник "національного стилю" в архітектурі кінця 19-початку 20го ст.